# La Cochère
La Cochère foi uma comuna francesa na região administrativa da Normandia, no departamento Orne. Estendia-se por uma área de 12,5 km². Em 2010 a comuna tinha 152 habitantes (densidade: 12,2 hab./km²).
Em 1 de janeiro de 2017, passou a formar parte da nova comuna de Gouffern en Auge.